# Rock (hrabstwo Rock)
Rock – miasto w Stanach Zjednoczonych, w stanie Wisconsin, w hrabstwie Rock.